# Heinrich Besseler
Heinrich Besseler (Dortmund-Hörde, 2 de abril de 1900; Leipzig, 25 de julho de 1969) foi um musicólogo e professor alemão.
Estudou com Gurlitt, Adler, Fischer e Ludwig e ensinou em Heidelberg, Jena e Leipzig. Notabilizou-se com sua monumental Die Musik des Mittelalters und der Renaissance (1931), que pela primeira vez colocou a história da música dentro do terreno da história das ideias. Também trabalhou sobre a obra de Bach, sobre organologia e iconografia musical.